# کودوکان گوشین جوتسو

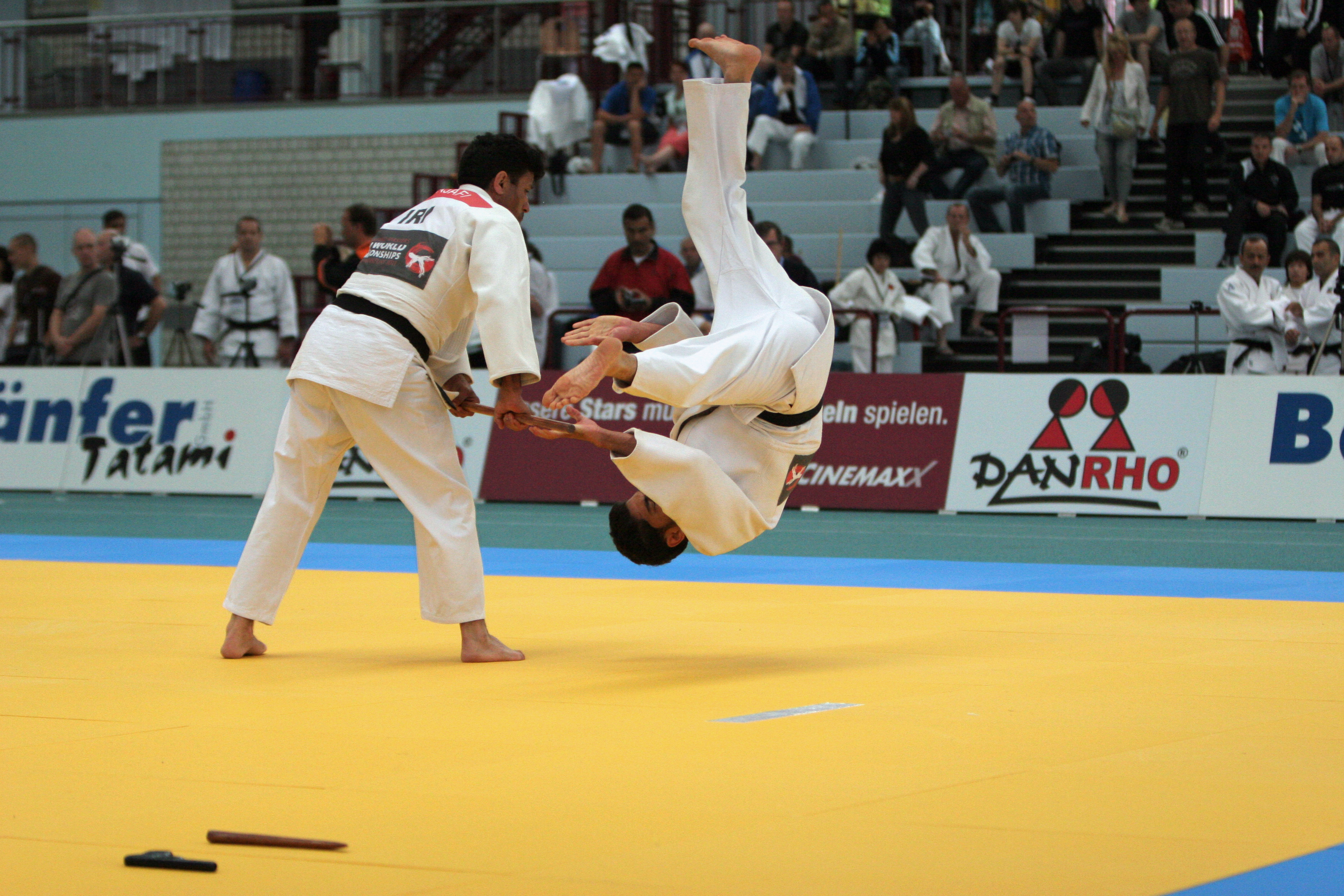
ورزش جودو

کودوکان گوشین جوتسو (به ژاپنی: 講道館護身術)-(به انگلیسی: Kodokan Goshin Jutsu) یکی از فنون و تکنیک‌های دستهٔ کاتا رشتهٔ ورزشی جودو است که در زیردستهٔ جودو دسته‌بندی می‌شود. 